# 沙科维奇·约瑟夫
沙科维奇·约瑟夫（匈牙利語：Sákovics József，1927年7月26日—2009年1月2日），匈牙利男子击剑运动员。他曾获得1953年世界击剑锦标赛男子重剑个人冠军。他也参加了1952年、1956年和1960年三届夏季奥运会，共收获一枚银牌和两枚铜牌。